# Tord alabrú
El tord alabrú (Turdus eunomus) és un ocell de la família dels túrdids (Turdidae).

## Hàbitat i distribució
Habita el bosc obert i zones amb matolls del nord i nord-est de Sibèria, fins Kamtxatka i les illes del Comandant.